# Bob Barker (presentator)

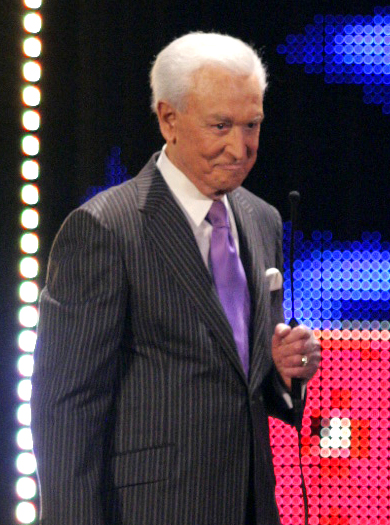
Bob Barker

Robert William (Bob) Barker (Darrington (Washington), 12 december 1923 – Los Angeles, 26 augustus 2023) was een Amerikaanse presentator van spelletjesprogramma's.
Hij was voornamelijk bekend als presentator van het spelletjesprogramma The Price Is Right van 1972 tot 2007, wat het tot het langste overdag draaiende spelletjesprogramma in de Noord-Amerikaanse televisiegeschiedenis maakt. Verder trad hij ook op als presentator van het spelletjesprogramma Truth or Consequences van 1956 tot 1975. Na een 50 jaar lange carrière, waarvan 35 jaar werkend bij The Price Is Right, ging Barker in juni 2007 met pensioen.
Barker was een aanhanger van dierenrechtenactivisme en dierenrechtenorganisaties, zoals The United Activists for Animal Rights en de Sea Shepherd Conservation Society. Dankzij zijn donatie aan de Sea Shepherd Conservation Society heeft hij een schip naar zich vernoemd gekregen: de Bob Barker.
Barker overleed op 26 augustus 2023. Hij werd 99 jaar.